# Vila da Ponte (Sernancelhe)
Vila da Ponte is een plaats (freguesia) in de Portugese gemeente Sernancelhe en telt 572 inwoners (2001).